# دوست‌یابی (مجموعه تلویزیونی کانادایی)
دوست‌یابی یا دوست‌پسریابی به انگلیسی (The Dating Guy) یک مجموعه انیمیشنی کانادایی است که از ۱۷ اکتبر ۲۰۱۰ تا ۲۰۱۱۱ در قسمت بزرگسالان شبکه تله تون پخش گردید.